# Disturbo da dismorfismo corporeo
Il disturbo di dismorfismo corporeo più comunemente conosciuto come dismorfofobia  (dal greco antico μορφή?, morphḗ, "forma" e φόβος, phobos, "timore", con l'aggiunta del prefisso latino dis-) è un disturbo psichiatrico definito dal DSM-5 come un'eccessiva preoccupazione per un difetto fisico non presente o solo leggermente osservabile dagli altri. È inserito nel capitolo dei disturbi ossessivo compulsivi e non va confuso con il disturbo dell'immagine corporea tipico dei disturbi alimentari. È possibile riscontrarli entrambi in soggetti con anoressia nervosa ma sono, ad oggi, categorizzati diversamente dai manuali nosografici ufficiali.
Nell'ICD-10 la dismorfofobia è inclusa nei disturbi somatoformi (classificazione F4) ed è associata al disturbo ipocondriaco (F45.2).

## Sintomi
Il sintomo principale del disturbo da dismorfismo corporeo è l'eccessiva preoccupazione per alcuni difetti fisici minimi o totalmente assenti, che però vengono percepiti dal paziente e causano grave disagio. Percepirsi come brutti e “non giusti” si traduce in un pensiero intrusivo e ricorrente, che occupa molte ore del giorno, durante le quali i soggetti effettuano vari tipi di controllo e ricercano rassicurazioni sul proprio aspetto. Le preoccupazioni si concentrano principalmente sulla pelle, sui capelli e sul naso, anche se qualsiasi parte del corpo può rappresentare il focus della preoccupazione.
Sintomi comportamentali del disturbo da dismorfismo corporeo sono reiterati comportamenti di controllo, come il continuo guardarsi allo specchio, l'uso di cosmetici o vestiti coprenti per nascondere il difetto percepito, un eccessivo grooming, oppure, nei casi di bigoressia, l'eccessivo allenamento fisico. Tali sintomi acquistano carattere patologico in quanto pervasivi: possono infatti interessare dalle tre alle otto ore giornaliere e, più in generale, sono tali da causare un marcato deficit in diverse aree di funzionamento, come quella sociale, scolastica o lavorativa.
Il paziente può arrivare inoltre a ricorrere compulsivamente a trattamenti di bellezza, ormonali o chirurgia estetica, poiché non tollera nemmeno i più piccoli difetti e distorce la propria immagine, vedendosi costantemente non adeguato.

## Storia
Il termine dismorfofobia e le relative patologie soggiacenti, sono state descritte per la prima volta dal medico e psichiatra italiano Enrico Morselli nella sua opera del 1891 "Sulla dismorfofobia e sulla tafofobia". Anche Pierre Janet descrisse un caso di dismorfofobia definendola come l'ossessione della vergogna del corpo (“l’obsession de la honte du corps"). Freud nel caso conosciuto come "L'uomo dei lupi" descrisse il caso di un uomo ossessionato dal proprio naso, che gli causava profonda vergogna e un significativo stress sociale.
Il disturbo da dismorfismo corporeo è stato inserito per la prima volta nel DSM nel 1980 e venne descritto come un caso atipico di disturbo somatoforme. Nel 2013, con l'uscita del DSM-5, è stato classificato all'interno dei disturbi ossessivo compulsivi.

## Eziologia ed epidemiologia
Le cause dello sviluppo del disturbo da dismorfismo corporeo sono biologiche, culturali e psicosociali. Tra i fattori di rischio di questo disturbo, il DSM-5 annovera sia "fattori ambientali", che "fattori genetici e fisiologici". La ricerca infatti suggerisce che una storia di trascuratezza o di abuso emotivo, fisico, o sessuale durante l'infanzia siano collegate al disturbo da dismorfismo corporeo. Inoltre il disturbo sembra avere una componente genetica che rende i soggetti maggiormente vulnerabili. Studi hanno infatti osservato che individui con un parente di primo grado con disturbo da dismorfismo corporeo, o più in generale con un disturbo ossessivo compulsivo, hanno da tre a otto volte più alta la probabilità di sviluppare il disturbo, rispetto alla popolazione generale.
Il disturbo ha una prevalenza di circa il 2% nella popolazione generale, mentre nella popolazione con diagnosi psichiatrica sale attorno al 6%. È inoltre maggiormente prevalente tra coloro che richiedono una chirurgia estetica (13%), specialmente una rinoplastica (20%). La prevalenza del disturbo è infine solo leggermente più alta nelle donne rispetto agli uomini.

## Diagnosi
Il disturbo da dismorfismo corporeo può essere difficile da identificare in quanto chi ne soffre spesso ha una scarsa consapevolezza della natura illusoria e quindi fittizia della sua dispercezione. Inoltre spesso il disturbo si accompagna ad emozioni come vergogna o imbarazzo, che rendono più difficile comunicare i sintomi di questo disturbo al proprio medico. Attualmente lo strumento più utilizzato per indagare la presenza di un disturbo da dismorfismo corporeo è il Yale-Brown Obsessive-Compulsive Scale. Un'intervista clinica semi-strutturata per misurare la presenza e la gravità dei sintomi dismofofobici. Altri strumenti auto-somministrati possono essere utilizzati in alternativa come il Body Dysmorphic Disorder Questionnaire.

### DSM-5 e disturbo di dismorfismo corporeo
Il disturbo da dismorfismo corporeo fa parte del capitolo dei disturbi ossessivo compulsivi del DSM-5. Il manuale stabilisce 4 criteri per poter fare diagnosi:
- È presente una preoccupazione per uno o più difetti fisici che non sono osservabili dagli altri o che appaiono minimi.
- Durante il corso del disturbo gli individui hanno messo in atto comportamenti ripetitivi (come il guardarsi eccessivamente allo specchio, un grooming eccessivo, la dermatillomania o l'eccessiva richiesta di rassicurazioni) oppure atti mentali (come il valutare il proprio aspetto confrontandolo con quello degli altri) come risposta alle preoccupazioni per il loro aspetto fisico.
- Queste preoccupazioni causano notevole distress o difficoltà significative a livello sociale, occupazionale o accademico, o in altre aree di vita.
- Le preoccupazioni per il proprio aspetto fisico non sono meglio spiegate dalle preoccupazioni per peso e forme corporee in individui con un disturbo alimentare.

Va inoltre indicato il livello di insight del paziente. Che può essere buono o sufficiente, in questo caso il paziente riconosce che le sue preoccupazioni sono eccessive e le sue percezioni alterate. L'insight può essere scarso, e il paziente è non completamente convinto della veridicità delle sue preoccupazioni. Infine l'insight può essere totalmente assente, in questo caso il pensiero assume caratteristiche deliranti e la convinzione delle proprie preoccupazioni appare immodificabile.
Nel caso in cui le preoccupazioni per il proprio corpo riguardino la massa muscolare, considerata insufficiente nonostante un continuo allenamento e una corporatura muscolosa si parla allora di dismorfia muscolare detta anche anoressia reverse.

## Comorbilità
Chi soffre di disturbo da dismorfismo di solito presenta al contempo altre problematiche psicologiche, tra cui una o più tra le seguenti: depressione, fobia sociale, disturbo ossessivo compulsivo, disturbi del comportamento alimentare, disturbi di personalità. Pur essendo stata catalogata tra i disturbi somatoformi (come ad es. l'ipocondria), ha certamente dei tratti tipici del disturbo ossessivo compulsivo, come ad esempio l'eccessiva cura di sé.

## Terapia
Il trattamento del disturbo da dismorfismo corporeo include sia trattamenti psicologici che interventi farmacologici. Tra le psicoterapie efficaci e descritte in letteratura per la dismorfofobia sono spesso citate la terapia cognitivo-comportamentale e la terapia metacognitiva. Anche terapie farmacologiche sono risultate efficaci nel trattamento della dismorfofobia, in particolare gli antidepressivi. Tra i più utilizzati nel trattamento della dismorfofofia troviamo gli antidepressivi SSRI, in particolare la fluvoxamina e gli antidepressivi triciclici come la cloripramina. Il trattamento di elezione prevede spesso la combinazione tra psicoterapia e terapia farmacologica. Ad oggi ancora non sono stati fatti studi randomizzati controllati che hanno messo a confronto la sola psicoterapia e il solo trattamento farmacologico.
Una recente review ha inoltre suggerito possibili sviluppi e nuove terapie per il trattamento del disturbo da dismorfismo corporeo. Nello specifico trattamenti di stimolazione come la stimolazione magnetica transcranica (rTMS)  hanno mostrato risultati incoraggianti in pazienti affetti da disturbo ossessivo-compulsivo suggerendo quindi una possibile estensione di queste modalità di trattamento anche per il disturbo da dismorfismo corporeo.

## Prognosi
Nonostante il disturbo da dismorfismo corporeo sia considerato un disturbo cronico gli studi suggeriscono che invece risponda bene a trattamenti evidence-based. Studi differenti hanno dimostrato un miglioramento della sintomatologia tra il 50% e l'80% dei pazienti trattati. Anche i tassi di ricaduta sono ridotti dopo un trattamento psicofarmacologico di lunga durata.

## Nelle opere di fantasia
Del disturbo da dismorfismo corporeo ne soffre anche il protagonista di Quando ero un'opera d'arte di Éric-Emmanuel Schmitt. Anche il protagonista del romanzo di Luigi Pirandello Uno, nessuno e centomila, pare soffrire di una dismorfofobia riguardante il proprio naso. Tuttavia non solo nella letteratura questo disturbo è stato trattato, ma anche nei fumetti e nei cartoni animati, in particolare nella serie animata di "Batman - Cavaliere della Notte" (in org. "The New Batman Adventures"), l'episodio 9 delle 1ª stagione, "Giorno dopo Giorno" (in org. "Mean Seasons"), introdusse il nuovo personaggio di "Calendar Girl" (la Ragazza-Calendario), una nuova criminale della città di Gotham ed ex-modella di nome Page Monroe, che cerca di "vendicarsi" degli ex-industriali della moda, che, a suo parere, le hanno rovinato la carriera negandole l'opportunità di lavorare nel mondo della moda, considerandola troppo vecchia, nonostante lei si fosse sottoposta a diversi interventi chirurgici e diete aggressive per mantenere la sua bellezza, cosa che però apparentemente la sfigurò costringendola a nascondere il viso dietro una maschera. A fine episodio, tuttavia, si scopre come in realtà Monroe sotto la maschera sia ancora bellissima ma, a causa dello stress causatole dalla sua carriera di modella e dalla fine di questa, ha appunto sviluppato il disturbo da dismorfismo corporeo, che la ha resa incapace di apprezzarsi, a tal punto da portarla a urlare con orrore quando le tolgono la maschera, e a chiudere gli occhi per non guardare il suo riflesso nello specchio. Tale scelta non fu casuale per i produttori della serie, in quanto originalmente essi avevano intenzione di girare un episodio sull'"Uomo Calendario" (org. Calendar Man), un nemico storico nei fumetti di Batman, ma decisero alla fine di cambiare il personaggio, anche per sensibilizzare l'opinione pubblica sul disturbo e sui pregiudizi e sull'ossessione di Hollywood alla ricerca continua di modelle e attrici giovani, senza considerare gli effetti anche delle percezioni pubbliche di queste, che all'epoca del cartone animato erano diventate argomento di discussione negli Stati Uniti.